# ال‌جی وی‌اس۷۴۰
ال‌جی وی‌اس۷۴۰ (به انگلیسی: LG VS740)، یک‌نمونه از گوشی‌های تلفن همراه سری وریزون مدل‌های سی‌دی‌ام‌آ (به انگلیسی: Verizon CDMA Models (VS)) شرکت ال‌جی الکترونیکس می‌باشد که توسط همین شرکت به بازار عرضه شده‌است. 